# Caspar Jele

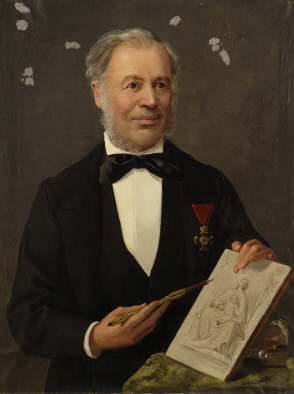
Selbstbildnis, 1853

Caspar Jele, auch Kaspar Jele (* 5. Jänner 1814 in Freitzberg, Gemeinde Ried im Oberinntal; † 17. Dezember 1893 in Innsbruck) war ein österreichischer Maler und einer der bedeutendsten Vertreter der Nazarener in Tirol.

## Leben
Caspar Jele wurde als Bauernsohn im Weiler Freitzberg oberhalb von Ried im Oberinntal in einfachen Verhältnissen geboren. Da sich in der Schule seine künstlerische Begabung zeigte, wurde er mit zwölf Jahren Lehrling beim Bauernmaler Hieronymus Schatz. Auf Vermittlung Josef Duiles, der bei einem Besuch in Ried ein Bild Jeles sah, kam er 1831 als Schüler zu Gebhard Flatz nach Innsbruck. Von 1834 bis 1838 besuchte er dank eines Landesstipendiums die Wiener Akademie der bildenden Künste, wo er unter anderem bei Johann Ender und Josef Redl dem Jüngeren studierte. Besonders beeinflusst wurde er von Leopold Kupelwieser und Joseph von Führich.
Von 1856 bis 1884 war er Zeichenlehrer an der Realschule Innsbruck, von 1864 bis 1876 unterrichtete er auch an der mit ihr verbundenen Gewerbeschule. In seiner Freizeit war er als Maler tätig. Neben Porträts, Genrebildern und Entwürfen für Glasgemälde schuf er hauptsächlich religiöse Bilder im Stil der Nazarener, darunter Altarblätter für 26 Kirchen in Tirol, aber auch solche in Vorarlberg, Salzburg, Oberösterreich, Kärnten und den USA. Von mehreren Angehörigen des Kaiserhauses, darunter den Kaiserinnen Karolina Augusta und Maria Anna, erhielt er Aufträge für Porträts. Anlässlich seiner Versetzung in den Ruhestand wurde ihm 1884 das Goldene Verdienstkreuz mit der Krone verliehen.
Am 21. April 1839 heiratete Caspar Jele in Wien Anna Kretschmer aus Fulnek. Das Paar hatte 8 Kinder, darunter der Kunsthistoriker Albert Jele (1844–1900), der 1874 Direktor der Tiroler Glasmalereianstalt wurde.

## Werke (Auswahl)

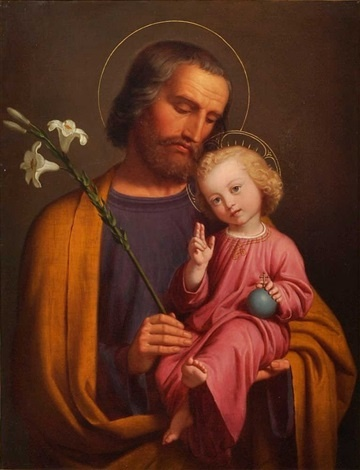
Heiliger Joseph mit Jesusknabe, Ölgemälde, 1848

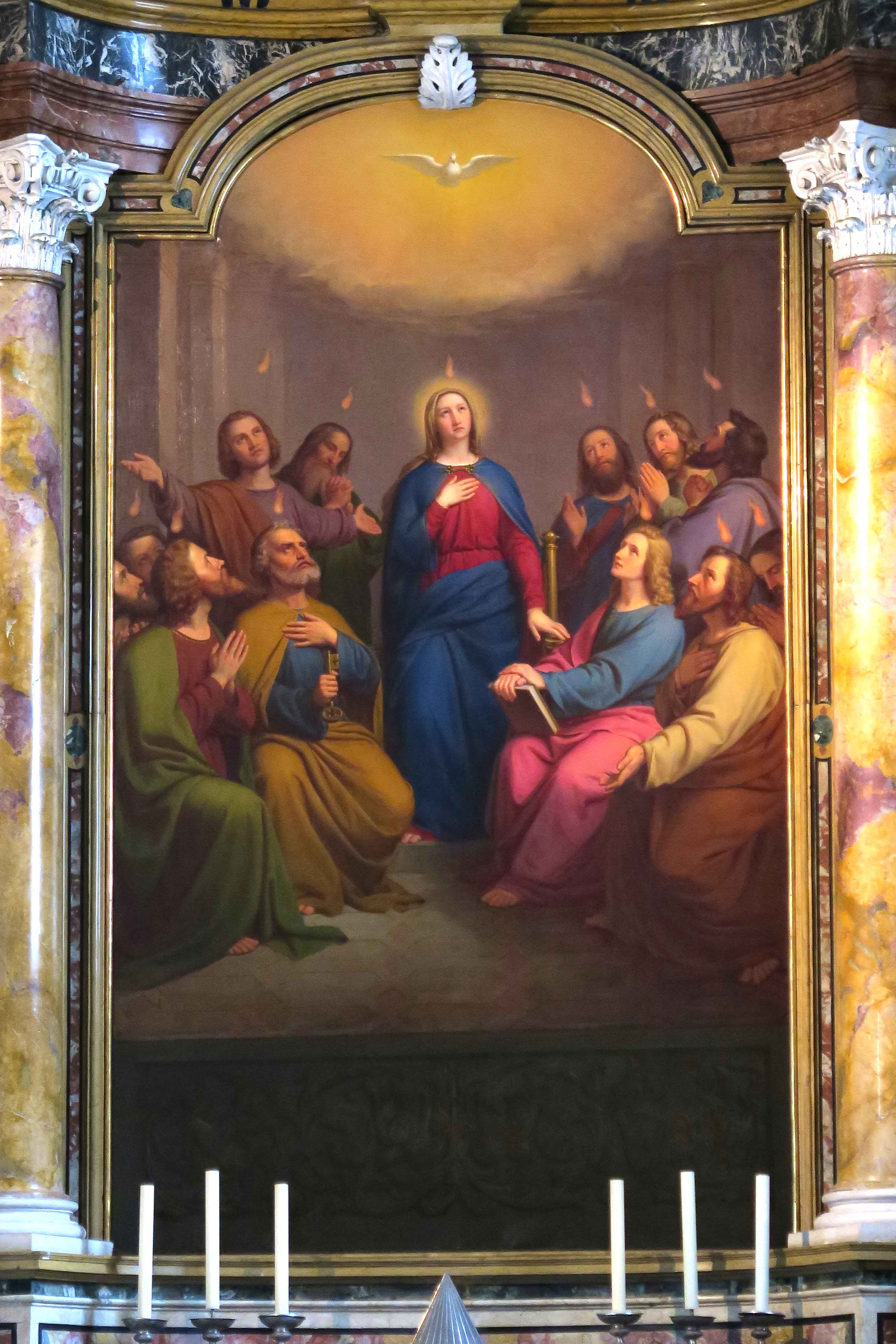
Hochaltarbild Sendung des hl. Geistes, Spitalskirche Innsbruck, 1844

- Gemälde Der Sammelpater, Die Wildschützen (beide 1841), Selbstbildnis (1853), Tiroler Landesmuseum Ferdinandeum
- Seitenaltarbilder Kreuzigung und Marter des hl. Sebastian, Pfarrkirche Jenbach, 1842
- Hochaltarbild Tod des Heiligen Josef, Pfarrkirche Schmirn, 1843
- Hochaltarbild hl. Margaretha, Pfarrkirche Flaurling, 1843
- Hochaltarbild Sendung des hl. Geistes, Spitalskirche Innsbruck, 1844
- Seitenaltarbilder Tod des hl. Josef und hl. Aloisius, Pfarrkirche Silz, um 1850
- Hochaltarbild Anbetung der Könige, Pfarrkirche Nassereith, 1852
- Wandmalereien, Rosenkranzkapellen am Wallfahrtsweg nach Maria Waldrast, 1853/54
- Altarbild Engel reichen dem hl. Clemens die Marterwerkzeuge, St. Clement Church, Cincinnati, 1854
- Seitenaltarbilder Responsorium ds hl. Antonius und Maria-Hilf, von den Heiligen Bernhard, Franziskus, Dominikus und Lukas verehrt, Hofkirche Innsbruck, 1855
- Altarbild Hl. Karl Borromäus und Erzherzog Karl Ludwig vor der Madonna, Kapelle hl. Karl Borromäus in Hochfinstermünz, 1855
- Hochaltarbild Die Heiligen drei Könige, dem Christuskinde huldigend, Pfarrkirche Mittelberg, 1857
- Seitenaltarbilder hl. Johannes Nepomuk und hl. Josef, Pfarrkirche Mils bei Imst, um 1860
- Ölbild Tod Josefs, Pembaur'sche Grabstätte, Westfriedhof, Innsbruck, 1861[1]
- Hochaltarbild Schlüsselübergabe an Petrus, Pfarrkirche Kössen, 1861
- Hochaltarbild Mariä Himmelfahrt, Pfarrkirche Holzgau, 1863
- Hochaltarbild Maria in den Wolken thronend, Pfarrkirche Hopfgarten im Brixental, 1864
- Opferung Isaaks, Dreifaltigkeitskirche Salzburg, 1865
- Hochaltarbild hl. Gotthard vor der Madonna, Pfarrkirche Jerzens, um 1865
- Seitenaltarbilder Krönung Mariens und Hl. Josef mit Jesuskind und Johannes dem Täufer, Pfarrkirche Nußdorf, 1866
- Hochaltarbild Kreuzigung, Seminarkirche Brixen, 1869
- Hochaltarbild hl. Florian und die Brixner Diözesanheiligen Ingenuin und Albuin vor Christus, Pfarrkirche Untertilliach, 1871
- Hochaltarbild Hl. Magdalena, Seitenaltärbilder Hl. Sylvester und hl. Sebastian und Joachim und Anna mit dem Kinde, Pfarrkirche St. Magdalena in Gsies, 1875/76